# Радиовзрыватель
Радиовзрыватель (также неконтактный взрыватель; англ. proximity fuze) — взрыватель, обеспечивающий подрыв боевой части на заданном расстоянии от цели без механического контакта с последней, хотя во многих радиовзрывателях предусмотрена также опция подрыва при контакте с целью. Применение радиовзрывателей значительно (до 5-10 раз) повышает действенность огня по некоторым типам целей, например самолётам или пехоте. Широко применялся в зенитной артиллерии. В современных армиях радиовзрыватель применяется в зенитных ракетах и для воздушного подрыва осколочных и кассетных боеприпасов.
Не следует путать с механизмом удалённого подрыва наземных мин с использованием радиосвязи.

## Принцип действия
Принцип работы основан на приёме отражённого от цели сигнала: датчик взрывателя представляет собой вариант радиолокатора, то есть объединённые в один блок радиопередатчик и радиоприёмник.

## Применение
Различают несколько основных применений радиовзрывателей.
- В средствах противовоздушной обороны для подрыва зенитного боеприпаса ( снаряда или ракеты ) как можно ближе к самолёту даже при небольшом промахе.
- В осколочных боеприпасах для подрыва на заданной высоте (обычно в нескольких метрах над землёй) для максимально эффективного поражения укрывшейся пехоты. Аналогично кассетные боеприпасы выбрасывают суббоеприпасы на заданной высоте с целью получения заданной площади рассеяния.
- В ядерных боеприпасах для активации на заданной высоте.

## История
В 1930-х годах быстрое развитие военной авиации привёло к необходимости создания специализированных средств борьбы с самолётами, в первую очередь зенитной артиллерии. Однако традиционные артиллерийские контактные взрыватели оказались неэффективны, прямых попаданий по самолёту было ничтожно мало. С целью повышения эффективности огня зенитных орудий было решено создать взрыватель, способный подрывать зенитный боеприпас  близко к самолётам даже при промахе. Для этого зенитные боеприпасы стали оснащать так называемыми дистанционными взрывателями, срабатывавшими по времени после выстрела. Время выставлялось перед выстрелом так, чтобы взрыв произошёл на высоте полёта вражеского самолёта. Однако малая точность по высоте, малый радиус разлёта осколков и маневренный характер целей не позволяли обеспечить надёжный подрыв на минимальных дистанциях. Попытки найти более эффективные способы определения близости самолёта продолжились, включая такие экзотические, как по звуку работы мотора или его выхлопу. Некоторые решения дошли до практических испытаний, например оптические, основанные на регистрации отражения вспышек света от цели.

### В Британии и США
Первые дошедшие до нас сведения о практических экспериментах по использованию радиоволн для определения дистанции до цели датируются 1939—1940 годами. В Великобритании провели ряд научных изысканий, показавших техническую возможность создания такого взрывателя. Однако очень жёсткие требования по габаритам взрывателя и стойкости к высоким нагрузкам при выстреле, когда линейное ускорение при достигает 20 тыс. g и центробежные силы при скорости вращения снаряда до 30 тыс. об/мин, не позволили англичанам создать практически применимое устройство. Поэтому британские власти передали свои наработки в США. На  основе британских разработок в США в 1941 году был испытан первый дистанционный радиовзрыватель, взорвавший авиабомбу на заданной высоте над землёй. К 1942 году американцам удалось решить проблему создания стойкой к перегрузкам миниатюрной электроники и в августе состоялись первые артиллерийские стрельбы по авиационным мишеням с использованием зенитного радиовзрывателя T-3; стрельбы оказались очень успешны и взрыватели были запущены в серийное производство. 
В 1943 был выдан американский патент на радиовзрыватель. До конца 1945 года в США успели произвести 22 миллиона взрывателей. Они широко использовались американцами и британцами в противовоздушной артиллерии, но только в тех ситуациях, где образцы радиовзрывателей не могли попасть в руки противника. Если бы секрет радиовзрывателей был раскрыт немцами или японцами, то применение радиовзрывателей ПВО стран оси против авиации союзников могло нанести огромный ущерб воздушным силам антигитлеровской коалиции. Поэтому снаряды с радиовзрывателями против сухопутных войск противника союзниками не применялись до конца 1944 года из соображений сохранения секретности.
Разработка радиовзрывателей стала прорывом в военной электронике — снаряды для зенитных орудий калибром 76 и 90 мм, оснащённые радиовзрывателями VT, (Variable Time fuze), оказались в три раза эффективнее даже при сравнении с новейшим для того времени радиолокационным управлением огнём. Потери немецких самолётов-снарядов «Фау-1» в налётах на Англию возросли с 24 до 79%, в результате чего эффективность (и интенсивность) таких налётов значительно снизилась.

### В Германии
В Германии развитие радиовзрывателей тормозилось дефицитом ресурсов. Тем не менее, в 1942 году, после начала массированных бомбардировок Германии союзниками, начались работы по созданию зенитных ракет и неконтактных взрывателей к ним. Ряд компаний представили свои разработки, однако до серийного изготовления дошёл только доплеровский взрыватель под кодовым названием «Какаду» (нем. «Cockatoo») компании Donaulandische GmbH (Вена), применявшийся на некоторых модификациях зенитной ракеты Henschel Hs 293. В конце 1944 — начале 1945 годов было изготовлено около 3000 взрывателей.

### В СССР
Из мемуаров советских разведчиков и рассекреченных материалов контрразведки США известно, что СССР получал сведения о разработках радиолокационных взрывателей в Великобритании и США. В частности, в декабре 1944 года Юлиус Розенберг передал советскому разведчику Александру Феклисову образец готового радиовзрывателя и техническую документацию к нему.
В СССР первые эксперименты с радиовзрывателями проводились в конце 1944 — начале 1945 годов на авиабомбах. Во Владимире в лабораториях Государственного союзного института № 44 (ГСИ-44) под руководством Б.В. Карпова и А.А. Рассушина (ставшего заместителем директора НИИ-504 по науке и главным конструктором) в 1944-1945 годах был разработан прототип радиолокационного взрывателя для авиабомб на миниатюрных радиолампах собственной разработки. В конце 1945 года решением ГКО для разработки и выпуска радиовзрывателей образован ГНИИ-504. 
Комплект миниатюрных высокопрочных радиоламп для них разработан в НИИ-617 с участием В. Н. Авдеева, в комплект вошли генераторный триод 1С1А, низкочастотный пентод 06П1А, тиратрон 1Т1А. 
Создана линейка артиллерийских (АР-5, АР-21, АР-27, АР-30, АР-45 и др.) и авиабомбовых (БРВ-1, БРВ-3) взрывателей.

## Конструкция
Неконтактный взрыватель состоит из:
- датчика дистанции до цели
- устройства принятия решения
- исполнительного элемента (электрического детонатора)
- источника питания.

Также обычно содержит контактный (ударный) взрыватель на случай отказа неконтактного взрывателя и набор предохранительных элементов, обеспечивающих безопасное обращение с боеприпасом. Некоторые взрыватели могут быть оснащены регулировками высоты подрыва, дальности самоликвидации, дальности активации (во избежание подрыва над позициями своих войск).
Датчик взрывателя представляет собой вариант радиолокатора, то есть объединённые в один блок радиопередатчик и радиоприёмник; принцип работы основан на приёме отражённого от цели сигнала.
Существует три основных метода работы датчика цели, выбираемые в зависимости от требований по дальности и помехоустойчивости:

### Доплеровский датчик
Благодаря значительной скорости снаряда относительно цели отражённый от цели сигнал имеет смещение по частоте вследствие эффекта Доплера. Этот смещённый по частоте сигнал подаётся на смеситель, на выходе которого фильтром выделяется разностная частота. Амплитуда разностной частоты зависит от дальности до цели.
Простейший доплеровский датчик представляет собой вариант автодина — совмещённого в одной схеме генератора и смесителя. Генератор нагружен на антенну, на неё же принимается отражённый от преграды сигнал с доплеровским смещением, соответствующим скорости снаряда. Выделенный смесителем разностный сигнал усиливается и поступает на узел принятия решений, обычно выполненный в виде порогового детектора. При срабатывании порогового детектора подаётся ток на электродетонатор. Автодин наиболее простая конструкция, однако проигрывает другим вариантам в дальности обнаружения цели и помехоустойчивости.

### Частотно-модулированный датчик
Частота передатчика непрерывно быстро меняется по некоторому закону. Поскольку отражённому от цели сигналу требуется некоторое время на прохождение до цели и обратно, то принятый сигнал цели имеет частоту, отличающуюся на небольшую величину от текущей передаваемой. Принимаемый сигнал подаётся на смеситель и выделяется разностная частота между принятой и текущей передаваемой частотами. Величина разностной частоты зависит от дальности до цели.

### Импульсный датчик
Для значительных дистанций используется принцип классического импульсного радиолокатора. Передатчик формирует короткий импульс, который, отразившись от цели, возвращается в приёмник. Время между переданным и принятым импульсами пропорционально дальности до цели.

### Источник питания
Источник питания обеспечивает схему электричеством заданных параметров на время полёта снаряда. Как правило, источники изготавливаются либо химическими, либо в виде турбогенератора, работающего от набегающего на снаряд потока воздуха. Возможность длительного хранения химических источников питания обеспечивается раздельным хранением его компонентов. Для этого жидкий электролит батареи помещают в ампулу. В момент выстрела ампула разрушается от перегрузок и электролит попадает в батарею. Турбогенератор конструктивно сложнее, так как требует системы воздушных каналов и стабилизатора оборотов турбины, но безопаснее и надёжнее химических батарей, в которых ампула может разгерметизироваться по причинам, не связанным с выстрелом, например, при ударах при перевозке или падении снаряда на твёрдую поверхность.

## Радиоэлектронное противодействие
Использование радиоволн позволяет противнику заранее обнаруживать обстрел и противодействовать эффективной работе радиовзрывателей. Существуют специализированные станции радиоэлектронной борьбы, предназначенные для обнаружения сигнала, излучаемого взрывателем и автоматического формирования ответного облучения, имитирующего отражённый от цели сигнал с частотным смещением. В этом случае взрыватель сработает до приближения к цели и ущерб будет минимизирован. Пример такой станции советская СПР-2.
В ответ на противодействие разработчики радиовзрывателей усложняют свою конструкцию. Например, для этого используют изменение частоты передатчика, формирование сигнала на нескольких частотах, задержку включения датчика, установку дополнительных датчиков цели на иных физических принципах (например, инфракрасные, магнитные) и т. п.

## Галерея
- Современный радиовзрыватель
- Современный радиовзрыватель
- Конструкция
- Электроника
- Турбинка